# Il banchetto durante la peste (opera)
Il banchetto durante la peste è un'opera in un atto di Cezar' Antonovič Kjui.

## Storia della composizione
L'opera fu composta nel 1900. Il libretto è costituito dal dramma omonimo di Aleksandr Sergeevič Puškin, una delle quattro Piccole tragedie. Kjui compose e pubblicò separatamente nel decennio precedente due delle canzoni poi inserite nell'opera (la canzone di Mary e l'inno di Walsingham). L'opera fu rappresentata per la prima volta l'11 (24) novembre 1901 al teatro Novij di Mosca, ma non entrò mai a far parte del repertorio operistico standard.

## Trama
L'azione ha luogo nel 1665 a Londra, in una terrazza.
Nel mezzo di una festa, un giovane chiama tutti per fare un brindisi in ricordo di un loro amico, morto poco tempo prima di peste. Walsingham, al contrario, li ferma e impone un momento di silenzio, poi chiede a Mary di intonare un canto triste prima che il divertimento ricominci. Walsingham è toccato dalla canzone, ma Louisa crede che Mary stia solo giocando con le sue emozioni. La sua cinica declamazione è interrotta dal rumore di un carro funebre che passa: Louisa sviene, e quando si riprende chiede se il carro lo ha sognato o era reale. Il giovane tenta di farla riprendere, e chiede a Walsingham di cantare qualcosa in onore della peste. Quando questi ha terminato di cantare il suo inno, entra un prete che rimprovera i convitati per mancanza di rispetto verso i morti e chiede loro di finirla. Il prete tenta di smuovere Walsingham ricordandogli la madre e la moglie morte di recente, ma egli lo scaccia via e rimane assorto nei suoi pensieri. I convitati tornano al loro banchetto, interrotti per un momento dal suono in lontananza di una processione funebre.